# Jenson Kendrick
Jenson Kendrick (* 3. Februar 2001 in Stoke-on-Trent) ist ein englischer Snookerspieler. Er qualifizierte sich 2022 über die Q School für 2 Jahre auf der professionellen World Snooker Tour.

## Karriere
Kendrick wurde 2001 in Stoke-on-Trent geboren. Ursprünglich spielte er in der Akademie von Stoke City Fußball, erlitt jedoch mit 14 Jahren im Training eine schwere Beinverletzung. Während seiner Verletzungspause entdeckte er das Snooker für sich. Es zeigte sich, dass er Talent für diese Billardvariante besitzt. Infolgedessen beendete er seine Fußballlaufbahn zugunsten des Snooker-Trainings. Nachdem er erst wenige Monate trainiert hatte, nahm er ab Mitte der 2010er-Jahre regelmäßig an vorrangig britischen Amateurturnieren teil. Hier konnte er meist gute, aber nicht herausragende Ergebnisse erzielen. Privat beendete er nach dem General Certificate of Secondary Education seine Schullaufbahn, um sich vollständig auf den Snookersport zu konzentrieren. Danach gelangen ihm erste internationale Achtungserfolge, als er 2018 die Hauptrunden der U18-Europameisterschaft und der U21-Amateurweltmeisterschaft erreichte. Gleichzeitig nahm er vereinzelt auch an Profiturnieren teil, die für Amateure die Möglichkeit boten, sich für die Hauptrunde zu qualifizieren (sogenannte Minor-ranking-Turniere). Bei solchen Turnieren schied Kendrick aber stets schon in der Vorrunde aus.
2018 nahm er erstmals an der Q School teil, aber auch hier nur mit bescheidenem Erfolg. In der anschließenden Spielzeit erhielt er mehrfach die Möglichkeit, an Events der Challenge Tour 2018/19 teilzunehmen. Überraschend war er hier sehr erfolgreich und erreichte das Viertelfinale des zehnten sowie das Finale des siebenten Events. Eine Qualifikation für die Profitour verpasste er am Ende dennoch. Nur wenig später gewann er seinen ersten Titel, als er im Finale der englischen U18-Meisterschaft Hamim Hussain schlagen konnte. Direkt anschließend gewann er auch die englische Meisterschaft im Six-Red-Snooker. Während er danach bei internationalen Turnieren nach wie vor eher mittelmäßige Ergebnisse erzielte, stieg er in England zu einem der führenden Amateurspieler auf. So stand er 2021/22 bei den englischen Amateurtouren, vor allem aber bei der EPSB Open Tour regelmäßig in den finalen Runden und konnte ein Event auch gewinnen. Teilnahmen an der English Amateur Championship und an der WPBSA Q Tour 2021/22 verliefen allerdings erneut eher mittelmäßig, genauso wie weitere Teilnahmen an der Q School. Erst bei der Q School 2022 gelang ihm der Durchbruch, als er im dritten Event das Finale seiner Gruppe erreichte und sich mit einem Sieg über Haydon Pinhey für die Profitour qualifizierte.
In der Saison 2022/23 sammelte er gleich erste Punkte mit Unentschieden gegen Stuart Carrington und Himanshu Jain in der Championship League, danach reihten sich aber die Enttäuschungen aneinander und bis zum 3:10 gegen Asjad Iqbal bei der Weltmeisterschaft 2023 gelang ihm kein einziger Sieg. Das zweite Jahr begann wie das erste, bis bei den English Open im Oktober 2023 endlich der Durchbruch kam. Mit 4:1-Siegen gegen Stuart Bingham und Lukas Kleckers überstand er sogar zwei Runden. Allerdings folgten nur noch 3 einzelne Siege und er blieb in der Weltrangliste weit abgeschlagen. Die einzige Chance auf Verlängerung seiner Profizeit war damit das Erreichen der Endrunde der Weltmeisterschaft. Tatsächlich gelangen ihm überraschende Siege mit 10:8 gegen Ben Woollaston und 10:5 gegen Jordan Brown und er erreichte den „Judgment Day“, die entscheidende Qualifikationsrunde. Bis zum 7:7 war dort das Match gegen Lü Haotian ausgeglichen, dann gewann aber der Chinese 3 Frames in Folge und machte Kendricks letzte Chance zunichte. Damit verlor er seinen Profistatus wieder. Danach beendete mit Wang Yuchen ein weiterer Chinese seinen Lauf in der Q School und verhinderte seine sofortige Wiederqualifikation.

## Spielweise
Kendrick selbst beschreibt sich als soliden Spieler, er liebe aber einen aggressiven und attackierenden Spielstil. Zu seinen Trainingspartnern gehört Liam Highfield.

## Erfolge
| Ausgang         | Jahr | Turnier                                    | Finalgegner   | Ergebnis |
| --------------- | ---- | ------------------------------------------ | ------------- | -------- |
| Amateurturniere |      |                                            |               |          |
| Zweiter         | 2018 | Challenge Tour 2018/19 – Event 7           | Joel Walker   | 0:3      |
| Sieger          | 2019 | Englische U18-Meisterschaft                | Hamim Hussain | 6:0      |
| Sieger          | 2019 | Englische Meisterschaft im Six-Red-Snooker | Hamim Hussain | 8:6      |
| Sieger          | 2021 | EPSB Open Series 2021 – Breakers – Event 2 | Luke Simmonds | 3:1      |
| Sieger          | 2022 | Q School – Event 3                         | Haydon Pinhey | 4:1      |